# Пропозиция
Пропози́ция (лат. propositio — предложение) — смысл утвердительного предложения.
В философии «смысл» понимается как нелингвистический объект, выражаемый всеми предложениями с одинаковым смыслом. Эквивалентно, пропозиция — нелингвистический носитель истинности или ложности, делающий каждое предложение, выражающее пропозицию, истинным либо ложным.
В лингвистике пропозиция — основное положение, предпосылка, предмет, тема — семантический инвариант, общий для модальной и коммуникативной парадигмы предложения и иных языковых конструкций, производных от предложения.

## Определение
Термин восходит к лат. propositio, первоначально обозначавшему в логике суждение.
На формирование современного понимания термина в разные периоды оказывали влияния исследования в логике, семиотике, лингвистике.
В классической логике пропозиция соответствовала определённой форме мысли, понятию суждения, обладающее свойством выражать либо ложь, либо истину, отрицать или утверждать что-либо о предметах действительности. Примеры таких суждений: Этот снег белый, Сейчас солнце светит.
Позже под пропозицией стали понимать «объективное содержание» мысли как выражение истинностного значения коммуникативной цели высказывания.
И наконец, было признано, что пропозиция существует во всех видах предложений, за исключением коротких восклицаний: «Ой!», «Ого!», и т. п.
В конце XIX века на формирование современного значения термина оказали влияние работы Чарльза Пирса, а затем Готлоба Фреге.
Так, по Пирсу, знак рассматривается как триадичная модель:
- репрезентамен (representamen) — форма, которую принимает знак;
- интерпретанта (interpretant) — полученный из знака смысл;
- объект — то, на что знак ссылается.

Отношение между интерпретантой и объектом связаны с тремя фундаментальными образами бытия:
- ремой (rheme) — образ бытия позитивной качественной возможности;
- дицентом (dicent) — образ бытия реального факта;
- аргументом (умозаключением) — образ бытия законности (или конвенциальности) или пропозиция.

Готлоб Фреге в своем третьем тезисе утверждал, что смысл сложного выражения зависит от смыслов его частей. Определение смысла сложного выражения, по его мнению, состоит из:
- определения логической формы;
- нахождения смысла основных термов;
- определения смысла частей, используя логическую форму выражения[3].

Под влиянием идей Г. Фреге в предложении или высказывании стали выделять:
- объективную семантическую константу — диктум в логике схоластов или интенсионал в современной логике;
- субъективную переменную — значение которой не задано, но поддаётся восстановлению из контекста.

Константа выполняет функцию носителя истинностного значения.
Переменная составляющая может отражать:
- модальность — отношение выраженной константой ситуации к актуальной действительности;
- коммуникативную составляющую высказывания;
- оценку достоверности выраженного в константе;
- эмотивное отношение к сообщаемому.

В современной лингвистике отделяют понятие пропозиция от понятий пропозиционная форма или пропозиционная функция. Пропозиционная функция в логике, в отличие от пропозиции, содержит переменные, которые должны быть заменены конкретными значениями (сущностями). Объем понятия пропозиции ограничен только частью предложения, высказывания или речевого акта, таким образом, что одна пропозиция или соединение ряда пропозиций образует семантическую основу предложения, его глубинную (или смысловую) структуру.

## Реляционная структура пропозиции
В структуре пропозиции выделяют два типа составляющих:
- термы или имена, которые отражают предметы, лица, явления и т. п., в общем случае — сущности;
- предикаты, отображающие свойства сущностей и отношение между ними.

Современные исследователи признают за предикатом ведущую роль в структуре пропозиции, так как он однозначно указывает на определённый тип отношения между сущностями. Термы, в зависимости от места в структуре предиката, могут существенно менять своё семантическое значение. Например, «Вася сказал Саше» и «Саша сказал Васе».
Предикаты отличаются друг от друга количеством аргументов (одноместные, двухместные, трехместные, редко более трех) и порядком. Предикаты первого порядка в качестве аргументов используют только термы, более высокого порядка — могут использовать другие предикаты.
В свою очередь термы могут быть:
- актантами (аргументами) предиката — обозначают обязательных участников ситуации;

и не-актантами:
- сирконстантами;
- адъюнктами.

Актанты по семантической роли могут быть агентивы (производители действия), объективы (объекты действия), инструменты и т. д.

## Примеры
Для предложений «Солнце взошло.», «Солнце взошло?», «Солнце взошло!», «Неверно, что Солнце взошло.» и т. п. пропозиция «Солнце взошло» соответствует предложению «Солнце взошло.» по своей поверхностной структуре, но указанное предложение имеет иную глубинную структуру, а именно — «Истинно, что Солнце взошло.».